# Бабкин, Борис Петрович
Бори́с Петро́вич Ба́бкин (5 (17) января 1877, Курск — 3 мая 1950, поезд Атлантик-Сити — Монреаль) — русский физиолог, ученик И. П. Павлова.

## Биография
Родился 5 января 1877 года в Курске, в дворянской семье. В 1901 году с золотой медалью окончил Военно-медицинскую академию Санкт-Петербурга. Через 3 года защитил докторскую диссертацию. Получив направление на стажировку за границу, работал в лабораториях Э. Фишера, Э. Геринга и на биологической станции в Неаполе.
В 1912 году принял должность адъюнкт-профессора Новоалександрийского института сельского хозяйства и лесоводства. В 1915 году переехал в Одессу и стал профессором Новороссийского университета. В 1922 году эмигрировал в Англию. В 1922—1924 работал в Лондонском университете.
С 1924 года до конца своей жизни жил и работал в Канаде.
С началом Великой Отечественной войны Борис Петрович передал значительную сумму из своих личных средств в фонд помощи Красной Армии.
В 1932 году избран членом Леопольдины.
Внёс значительный вклад в изучение физиологии пищеварения (механизм секреции поджелудочной железы и желудочного сокоотделения, деятельность слюнных желёз).
Награждён медалью Фрайденвальда Американской гастроэнтерологической ассоциации (1949). В 1950 году был избран членом Лондонского королевского общества.

## Сочинения
- Опыт систематического изучения сложно-нервных (психических) явлений у собак. — СПб. 1904 (Диссертация).
- Внешняя секреция пищеварительных желез. 2 изд. — М., Л. 1927.
- Секреторный механизм пищеварительных желез. Пер. с англ. — Л.: Медгиз, 1960 — 777 с.

## Интересные факты
- Борису Петровичу Бабкину иногда ошибочно приписывается авторство Ладонно-ротового рефлекса новорожденных (Бабкина)[5][6], который (англ. Babkin's reflex) на самом деле был описан профессором-педиатром из Воронежа Петром Семёновичем Бабкиным, его однофамильцем. Борис Петрович Бабкин же никогда не занимался новорождёнными; его научные интересы лежали в плоскости изучения физиологии пищеварительной системы.